# بیا بریم دشت
«بیا بریم دشت» ترانه و آواز معروفی است که در مرکز خراسان با نام ترانه صیاد رایج است و تا کنون چندین خواننده آن را به صورت سنتی اجرا کرده‌اند، از جمله حسن عابدینی، سیما بینا، اعظم علی، گلوریا روحانی، شهلا سرشار، مهران مدیری و محمد ملک.
این ترانه یا آواز فلکلوریک نخستین بار در کاشمر توسط نوازنده و آوازخوان حسن عابدینی با دوتار خراسانی خوانده شده‌است و نوار کاست آن در اوایل انقلاب جزو کاست‌های پرطرفدار بود.
این ترانه بر روی تیتراژ آغاز سریال کمدی - اجتماعی «شب های برره» توسط مهران مدیری بازخوانی شده است .

## متن ترانه
بیا بریم دشت
کدوم دشت؟
همون دشتی که خرگوش تاب داره
ها! بله
بچّه صیّاد به پایش دام داره
ها! بله
بچّه صیدم را مزن
خرگوش دشتم را مزن
خواب خرگوش به خواب یار می‌ماند بله
خواب خرگوش به خواب یار می‌ماند بله
بیا بریم کوه
کدوم کوه؟
همون کوهی که آهو تاب داره‌های بله
بچّه صیّاد به پایش دام داره‌های بله
بچّه صیدم را مَزن
خرگوش دشتم را مَزن
آهوی کوهم را مَزن
خال آهو به خال یار می‌ماند بله
خال آهو به خال یار می‌مانه بله
بیا بریم باغ
کدوم باغ
همون باغی که قمری تاب داره‌های بله
بچّه صیّاد به پایش دام داره‌های بله
بچّه صیدم را مزن
خرگوش دشتم را مزن
آهوی کوهم را مزن
قمری باغم را مزن
چرخ قُمری به چرخ یار می‌ماند بله
چرخ قُمری به چرخ یار می‌مانه بله
بیا بریم چاه
کدوم چاه
همون چاهی که کفتر تاب داره‌های بله
بچّه صیّاد به پایش دام داره‌های بله
بچّه صیدم را مزن
خرگوش دشتم را مزن
آهوی کوهم را مزن
قمری باغم را مزن
کفتر چاهم را مزن
طوق کفتر به طوق یار می‌ماند بله
طوق کفتر به طوق یار می‌ماند بله
بیا بریم کوه
کدوم کوه
همون کوهی که عقاب تاب داره‌های بله
بچّه صیّاد به پایش دام داره‌های بله
بچّه صیدم را مزن
خرگوش دشتم را مزن
آهوی کوهم را مزن
قمری باغم را مزن
کفتر چاهم را مزن
عقاب کوهم را مزن
چنگ عقاب به چنگ یار می‌ماند بله
چنگ عقاب به چنگ یار می‌ماند بله